# 同期速度
同期速度（どうきそくど、synchronous speed）は、交流を電源とする回転機（電動機や発電機）において、界磁に交流電流を印加したとき、固定子と回転子との間（ギャップ）に生じる回転磁界の回転速度をいう。

## 同期速度の式
同期速度 Ns (rpm) は、交流電源の周波数 f (Hz) と、磁極の数 p により決定する。
{\displaystyle N_{s}={\frac {120f}{p}}}
同期速度と、実際の回転子の回転速度とが等しい状態を、「同期した状態」という。
同期速度と実際の回転速度とが同期する回転機を同期機（どうきき）、そうでないものを非同期機（ひどうきき）という。
同期機においても、負荷が大きすぎると同期速度と実際の回転速度とが一致しなくなる。そうした状態は脱調（だっちょう）と呼ばれる異常状態である。通常の同期機は一旦脱調すると自力では同期状態に復帰することが非常に困難なため、すぐに運転を停止させることで復旧させることができる。

## 磁極の数（極数）
磁極の数 p は、交流電流の周波数 f と、同期速度 Ns により決定する。
{\displaystyle p={\frac {120f}{N_{s}}}}

## 滑り
非同期機において、同期速度と実際の回転速度 N (rpm)との差を相対速度（そうたいそくど）という。相対速度は回転子からみた回転磁界の回転速度でもある。
相対速度と同期速度との比を滑り（すべり、slip）という。量記号は s 。ひらがなで すべり と表記される場合も多い。
{\displaystyle s={\frac {N_{s}-N}{N_{s}}}}
滑りの大きさによって、回転機の種類もしくは状態が判別できる。
- 滑りが0ならば、同期機である。
- 滑りが0でないのならば、非同期機である。
  - 滑りが0よりも小さいのならば、発電機である。
  - 滑りが0よりも大きく、かつ1よりも小さいのならば、電動機である。
  - 滑りが1よりも大きいのならば、制動機である。

### 滑り周波数
誘導電動機において、回転子巻線に流れる電流の周波数を滑り周波数という。滑り周波数は、交流電源の周波数と滑りの積である。